# Chusquea ramosissima
El tacuarembó, tacuarembó roquy (Chusquea ramosissima) es una especie de planta de la familia Poaceae (gramíneas) de la subfamilia del bambú que crece en Paraguay, Uruguay, Brasil y Argentina. Es una planta típica del Bosque Atlántico semi deciduo (Mata Atlántica), y en general son muy abundantes en el sotobosque o estrato medio. Crece en parches muy densos por lo que dificulta la dispersión de semillas de árboles de mayor porte y tiene tendencia a ser invasora (pionera o colonizadora) cuando aparecen claros en el bosque,    especialmente en remanentes o parches del Bosque Estacional Subtropical Atlántico. 

## Descripción

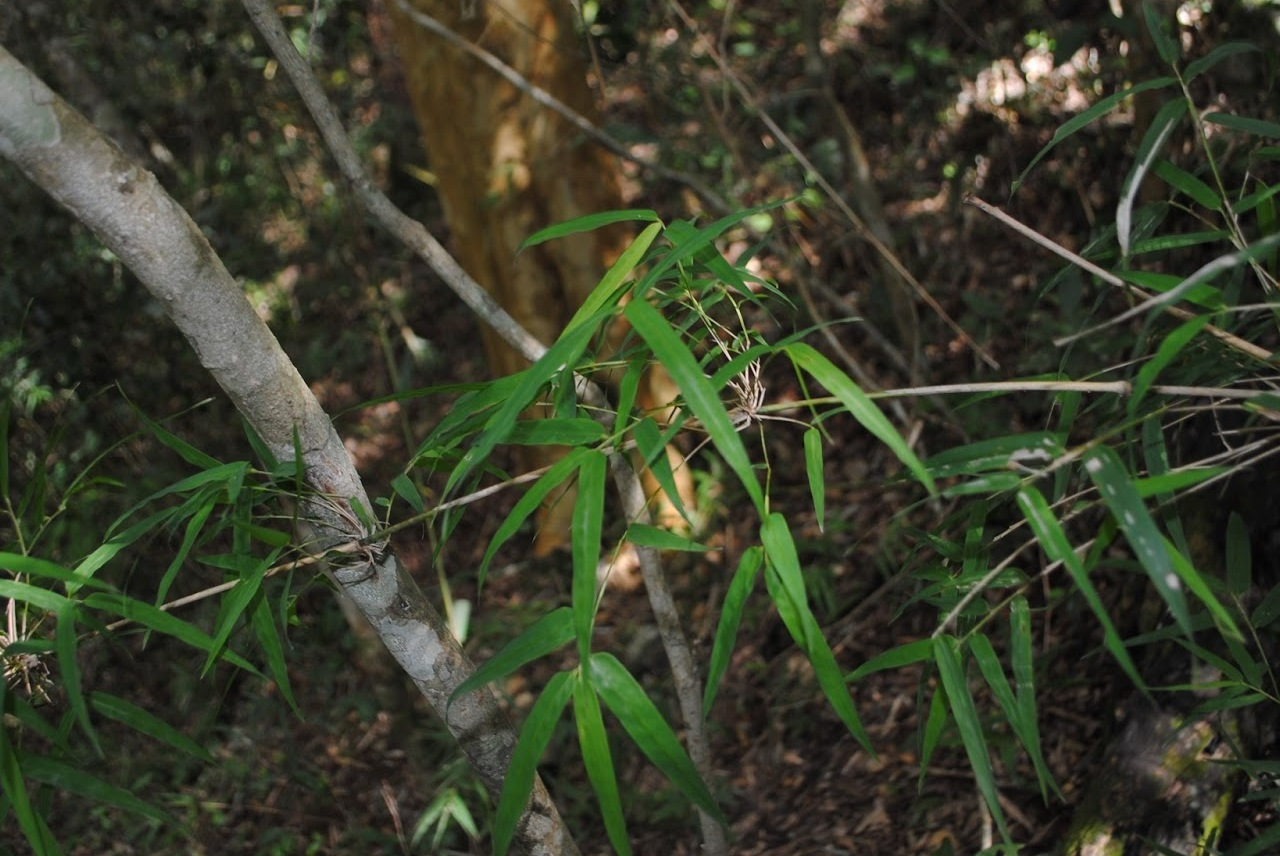
Chusquea ramosissima creciendo bajo bosque de quebrada, Quebrada de los Cuervos, Uruguay

Es un bambú leñoso, perenne, rizomatoso, semitrepador o apoyante , muy ramificado desde los nudos. Culmos (tallos o cañas) sólidos, leñosos, de hasta de 1- 1,5 cm de diámetro y de 8 a 15 m de largo. internodos sólidos de 5-10 cm de largo, glabros. Las hojas son lanceoladas, de 10-15 cm de largo, lígula en base de hojas; pecíolo pubescente 1-2 mm de largo. Inflorescencia en panícula abierta, de 3 cm de largo con pocas espiguillas. Puede alcanzar allturas de 20 - 30m. 

## Taxonomía
Chusquea ramosissima fue descrita por Carl Axel Magnus Lindman en 1900. 
Etimología
Nombre genérico Chusquea, el nombre genérico proviene del  Idioma muisca. Se denomina chusque o chusquy a varias especies de plantas poáceas (bambúes o cañas) sudamericanas típicas de bosques subtropicales y/o montañosos. Se utilizan en cestería y construcción . y también se les nombra como "Caña ordinaria de la tierra". Al parecer el nombre científico fue asignado por José Celestino Mutis durante la Real Expedición Botánica del Nuevo Reino de Granada, en 1783 - 1816.
Epíteto específico: ramosissima, significa "con muchas ramas".
Sinonimia
- Chusquea affinis
- Chusquea peruviana
- Chusquea phacellophora
- Chusquea sandiensis[7]

## Nombres comunes
Tacuarilla, tacuarembó, tacuarembó roquy.

## Ecología
C. ramosissima se caracteriza por desarrollarse en el sotobosque del bosque subtropical Atlántico (Mata Atlántica)  
Es una especie monocárpica,  que florece masivamente a intervalos regulares, con relativa sincronicidad , en períodos de aproximadamente 30 años y luego muere. Este comportamiento típico de muchos bambúes ha logrado documentarse a partir de los  herbarios de museos y universidades.  C. ramosissima presenta eventos masivos de florecimiento de aproximadamente cada 30 años. A los períodos vegetativos entre floraciones masivas se les denomina Ciclo de floración   Durante los Ciclos de floración los ejemplares de C. ramosissima continúan su crecimiento a partir de brotes rizomatosos o más raramente, nodulares.

## Etnobotánica
Keller (2003) menciona en la nación "Ava Chiripa"el uso de Chusquea ramosissima como cuchillo o elemento cortante , incluso para cortar el cabello y afeitarse. 